# Mallophora minos
Mallophora minos är en tvåvingeart som först beskrevs av Christian Rudolph Wilhelm Wiedemann 1824.  Mallophora minos ingår i släktet Mallophora och familjen rovflugor.
Artens utbredningsområde är Uruguay. Inga underarter finns listade i Catalogue of Life.